# Mechanitis werneri
Mechanitis werneri är en fjärilsart som beskrevs av Erich Martin Hering 1925. Mechanitis werneri ingår i släktet Mechanitis och familjen praktfjärilar. Inga underarter finns listade i Catalogue of Life.